# V. M. Madhavan Nair
V. M. Madhavan Nair (Vallillaih Madhathil Madhavan Nair; * 8. Oktober 1919 in Mangalore; † 6. Oktober 2021 in Neu-Delhi) war ein indischer Diplomat.

## Leben
Vallillaih Madhathil Madhavan Nair war der Sohn von Padmavathy Amma und Karunakaran Nair.
Er war mit Krishnakumari verheiratet sie hatten eine Tochter und einen Sohn.
Er war Master der Universität Oxford, Barrister der Universität Cambridge und war in der Anwaltskammer Inner Temple.
Er trat 1942 in den Dienst des Indian Civil Service.
Von 1944 bis 1946 wurde er in Bihar beschäftigt.
Von 1946 bis 1949 wurde er beim Undersecretary of Foreign and Political Affairs der indischen Regierung sowie nach der Unabhängigkeit beim Außenministerium beschäftigt, wo er die Verhandlungen mit der Regierung von Ngapoi Ngawang Jigmê in Tibet koordinierte.
Von 1950 bis 1957 wurde er in Kairo, beim Außenministerium in Neu-Delhi und in Colombo beschäftigt.
Von 1957 bis 1958 war er Hochkommissar (Commonwealth) in Malaysia und Commissioner in Singapur.
Von 1958 bis 1960 war er Botschafter in Kambodscha.
Von 1960 bis 1963 war er Botschafter in Oslo.
Von 1964 bis 1967 war er Sekretär des Außenministers.
Von 1967 bis 1970 war er Botschafter in Warschau.
Von 1970 bis Dezember 1974 war er Botschafter in Rabat.
Von Dezember 1974 bis November 1977 war er Botschafter in Madrid.
| Vorgänger       | Amt                                                             | Nachfolger                      |
| --------------- | --------------------------------------------------------------- | ------------------------------- |
| —               | indischer Hochkommissar in Kuala Lumpur 1957 bis 1958           | Vijay K. Gokhale                |
| —               | indischer Botschafter in Phnom Penh 1958 bis 1960               | Dinesh K. Patnaik               |
| —               | indischer Botschafter in Oslo 1960 bis 1963                     | Apasaheb Balasaheb Pant         |
| —               | indischer Botschafter in Warschau 1967 bis 1970                 | Monika Kapil Mohta              |
| Gurbachan Singh | indischer Botschafter in Rabat 1970 bis Dezember 1974           | Pranab Kumar Guha               |
| Narendra Singh  | indischer Botschafter in Madrid Dezember 1974 bis November 1977 | Gunwantsingh Jaswantsingh Malik |